# Albena Teatre
Albena Teatre/ Albena Produccions és una companyia teatral i també audiovisual formada pels valencians Carles Alberola i Toni Benavent el 1994.
Amb obres com Mandíbula Afilada (1997), Besos (1999), Kafka i la nina viatgera (2012), Art (2021), Ficció(2013), Midsummer (2013), M'esperaràs? (2014), Waterloo (2020). Juntament amb la productora Conta Conta Produccions produeix i realitza cinc sèries d'humor per a Televisió Valenciana: "Autoindefinits" en 2005, 2006 i 2007, "Maniàtics" en 2006, "Socarrats" en 2007 i 2008, "Per nadal torrons!" en 2007, "Evolució" en 2008, "Check-in hotel" i "Unió Musical Da Capo" (2009).
El espectacle musical Tic Tac produïda per l'Institut València de Cultura (IVC) i la Diputació de València.Al 2017 estrenen la seua òpera prima al cinema, M'esperaràs? basada en l'obra de teatre homònima, per la televisió autonòmica À Punt realitzen diversos treballs, com La Forastera junt a Nakamura Films.
En 2019 la companyia compleix 25 anys